# France aux Jeux paralympiques d'hiver de 2014
La France participe aux Jeux paralympiques d'hiver de 2014 à Sotchi, en Russie, du 7 au 16 mars 2014. Il s'agit de la onzième participation de ce pays aux Jeux paralympiques d'hiver, la France ayant été présente à tous les Jeux.
Le pays est représenté par quinze athlètes (en comptant un guide pour skieurs aveugles ou malvoyants), participant aux épreuves de biathlon, de ski alpin, de ski de fond et de snowboard (discipline nouvelle à ces Jeux),. Le skieur alpin Vincent Gauthier-Manuel, double médaillé d'argent aux Jeux de Vancouver en 2010, est le porte-drapeau de la délégation française pour la cérémonie d'ouverture. Marie Bochet, six fois championne du monde en ski alpin (catégorie debout), est également l'une des figures de la délégation.

## Médaillés
| Sport                   | Discipline                          | Athlète(s)                                           | Catégorie | Performance   | Date    |
| Médailles d'or : 5      |                                     |                                                      |           |               |         |
| Ski alpin               | Descente femmes, debout             | Marie Bochet                                         | LW6/8-2   | 1 min 30 s 72 | 8 mars  |
| Ski alpin               | Super-G femmes, debout              | Marie Bochet                                         | LW6/8-2   | 1 min 24 s 20 | 10 mars |
| Ski alpin               | Super combiné femmes, debout        | Marie Bochet                                         | LW6/8-2   | 2 min 18 s 39 | 14 mars |
| Ski alpin               | Slalom géant femmes, debout         | Marie Bochet                                         | LW6/8-2   | 2 min 38 s 84 | 16 mars |
| Ski alpin               | Slalom géant hommes, debout         | Vincent Gauthier-Manuel                              | LW6/8-2   | 2 min 25 s 87 | 15 mars |
| Médailles d'argent : 3  |                                     |                                                      |           |               |         |
| Ski alpin               | Super-G femmes, debout              | Solène Jambaqué                                      | LW9-2     | 1 min 26 s 20 | 10 mars |
| Ski alpin               | Slalom hommes, debout               | Vincent Gauthier-Manuel                              | LW6/8-2   | 1 min 40 s 24 | 13 mars |
| Ski alpin               | Snowboard cross para femmes, debout | Cécile Hernandez-Cervellon                           | PSL       | 2 min 7 s 31  | 14 mars |
| Médailles de bronze : 4 |                                     |                                                      |           |               |         |
| Ski alpin               | Descente hommes, debout             | Vincent Gauthier-Manuel                              | LW6/8-2   | 1 min 25 s 30 | 8 mars  |
| Ski alpin               | Slalom géant femmes, debout         | Solène Jambaqué                                      | LW9-2     | 2 min 46 s 81 | 16 mars |
| Ski de fond             | Relais ouvert 4 × 2,5 km            | Thomas Clarion Guide : Julien Bourla Benjamin Daviet |           | 25 min 30 s 3 | 15 mars |
| Ski de fond             | 10 km libre hommes, malvoyants      | Thomas Clarion Guide : Julien Bourla                 | B1        | 24 min 14 s 9 | 16 mars |

## Les sports

### Biathlon
| Athlète                              | Catégorie | Épreuve                   | Temps         | Pénalité      | Rang |
| ------------------------------------ | --------- | ------------------------- | ------------- | ------------- | ---- |
| Thomas Clarion Guide : Julien Bourla | B1        | 7,5 km hommes, malvoyants | 26 min 9 s 7  | 2 + 5         | 15e  |
| Benjamin Daviet                      | LW2       | 7,5 km hommes, debout     | 19 min 32 s 5 | 0 + 1         | 7e   |
| Benjamin Daviet                      | LW2       | 12,5 km hommes, debout    | 32 min 0 s 8  | 1 + 0 + 2 + 0 | 9e   |
| Romain Rosique                       | LW11      | 7,5 km hommes, assis      | 24 min 28 s 2 | 0 + 0         | 16e  |
| Romain Rosique                       | LW11      | 15 km hommes, assis       | 49 min 20 s 7 | 0 + 0 + 0 + 1 | 14e  |

### Ski alpin

#### Ski
Onze des quatorze athlètes français participent aux épreuves de ski alpin.
| Athlète                 | Catégorie | Épreuve                      | Course 1      | Course 1    | Course 2      | Course 2    | Finale / Total | Finale / Total                         |
| Athlète                 | Catégorie | Épreuve                      | Temps         | Rang        | Temps         | Rang        | Temps          | Rang                                   |
| ----------------------- | --------- | ---------------------------- | ------------- | ----------- | ------------- | ----------- | -------------- | -------------------------------------- |
| Cédric Amafroi-Broisat  | LW4       | Super-G hommes, debout       | NC            | NC          | NC            | NC          | 1 min 25 s 58  | 10e                                    |
| Cédric Amafroi-Broisat  | LW4       | Slalom hommes, debout        | disqualifié   | disqualifié | disqualifié   | disqualifié | disqualifié    | disqualifié                            |
| Cédric Amafroi-Broisat  | LW4       | Slalom géant hommes, debout  | abandon       | abandon     | abandon       | abandon     | abandon        | abandon                                |
| Cédric Amafroi-Broisat  | LW4       | Super combiné hommes, debout | 54 s 64       | 9e          | 1 min 26 s 60 | 7e          | 2 min 26 s 24  | 6e                                     |
| Vincent Gauthier-Manuel | LW6/8-2   | Descente hommes, debout      | NC            | NC          | NC            | NC          | 1 min 25 s 30  | Médaille de bronze, Jeux paralympiques |
| Vincent Gauthier-Manuel | LW6/8-2   | Super-G hommes, debout       | NC            | NC          | NC            | NC          | 1 min 22 s 59  | 4e                                     |
| Vincent Gauthier-Manuel | LW6/8-2   | Slalom hommes, debout        | 48 s 13       | 2e          | 52 s 11       | 3e          | 1 min 40 s 24  | Médaille d'argent, Jeux paralympiques  |
| Vincent Gauthier-Manuel | LW6/8-2   | Slalom géant hommes, debout  | 1 min 14 s 72 | 1er         | 1 min 11 s 15 | 1er         | 2 min 25 s 87  | Médaille d'or, Jeux paralympiques      |
| Vincent Gauthier-Manuel | LW6/8-2   | Super combiné hommes, debout | abandon       | abandon     | abandon       | abandon     | abandon        | abandon                                |
| Romain Riboud           | LW9-2     | Descente hommes, debout      | NC            | NC          | NC            | NC          | 1 min 29 s 20  | 12e                                    |
| Romain Riboud           | LW9-2     | Super-G hommes, debout       | NC            | NC          | NC            | NC          | 1 min 25 s 3   | 7e                                     |
| Romain Riboud           | LW9-2     | Slalom hommes, debout        | 52 s 94       | 12e         | abandon       | abandon     | abandon        | abandon                                |
| Romain Riboud           | LW9-2     | Slalom géant hommes, debout  | 1 min 21 s 4  | 10e         | 1 min 16 s 42 | 10e         | 2 min 37 s 46  | 8e                                     |
| Romain Riboud           | LW9-2     | Super combiné hommes, debout | 54 s 38       | 7e          | abandon       | abandon     | abandon        | abandon                                |
| Frédéric François       | LW11      | Descente hommes, assis       | NC            | NC          | NC            | NC          | abandon        | abandon                                |
| Frédéric François       | LW11      | Super-G hommes, assis        | NC            | NC          | NC            | NC          | abandon        | abandon                                |
| Frédéric François       | LW11      | Slalom hommes, assis         | 58 s 62       | 15e         | 1 min 6 s 53  | 11e         | 2 min 5 s 15   | 10e                                    |
| Frédéric François       | LW11      | Slalom géant hommes, assis   | 1 min 20 s 26 | 6e          | 1 min 14 s 71 | 4e          | 2 min 34 s 97  | 5e                                     |
| Frédéric François       | LW11      | Super combiné hommes, assis  | abandon       | abandon     | abandon       | abandon     | abandon        | abandon                                |
| Jean-Yves Le Meur       | LW12-2    | Slalom hommes, assis         | abandon       | abandon     | abandon       | abandon     | abandon        | abandon                                |
| Jean-Yves Le Meur       | LW12-2    | Slalom géant hommes, assis   | 1 min 21 s 65 | 9e          | 1 min 15 s 82 | 9e          | 2 min 37 s 47  | 9e                                     |
| Cyril Moré              | LW12-1    | Descente hommes, assis       | NC            | NC          | NC            | NC          | abandon        | abandon                                |
| Cyril Moré              | LW12-1    | Super-G hommes, assis        | NC            | NC          | NC            | NC          | abandon        | abandon                                |
| Cyril Moré              | LW12-1    | Slalom hommes, assis         | 56 s 93       | 9e          | 1 min 2 s 65  | 8e          | 1 min 59 s 58  | 6e                                     |
| Cyril Moré              | LW12-1    | Slalom géant hommes, assis   | 1 min 23 s 38 | 13e         | 1 min 17 s 48 | 11e         | 2 min 40 s 86  | 11e                                    |
| Cyril Moré              | LW12-1    | Super combiné hommes, assis  | abandon       | abandon     | abandon       | abandon     | abandon        | abandon                                |
| Yohann Taberlet         | LW12-1    | Descente hommes, assis       | NC            | NC          | NC            | NC          | 1 min 26 s 61  | 7e                                     |
| Yohann Taberlet         | LW12-1    | Super-G hommes, assis        | NC            | NC          | NC            | NC          | abandon        | abandon                                |
| Yohann Taberlet         | LW12-1    | Slalom hommes, assis         | 55 s 56       | 4e          | 1 min 2 s 24  | 6e          | 1 min 57 s 80  | 5e                                     |
| Yohann Taberlet         | LW12-1    | Slalom géant hommes, assis   | 1 min 19 s 75 | 5e          | 1 min 15 s 15 | 7e          | 2 min 34 s 90  | 4e                                     |
| Yohann Taberlet         | LW12-1    | Super combiné hommes, assis  | abandon       | abandon     | abandon       | abandon     | abandon        | abandon                                |

| Athlète         | Catégorie | Épreuve                      | Course 1      | Course 1 | Course 2      | Course 2 | Finale / Total | Finale / Total                         |
| Athlète         | Catégorie | Épreuve                      | Temps         | Rang     | Temps         | Rang     | Temps          | Rang                                   |
| --------------- | --------- | ---------------------------- | ------------- | -------- | ------------- | -------- | -------------- | -------------------------------------- |
| Marie Bochet    | LW6/8-2   | Descente femmes, debout      | NC            | NC       | NC            | NC       | 1 min 30 s 72  | Médaille d'or, Jeux paralympiques      |
| Marie Bochet    | LW6/8-2   | Super-G femmes, debout       | NC            | NC       | NC            | NC       | 1 min 24 s 20  | Médaille d'or, Jeux paralympiques      |
| Marie Bochet    | LW6/8-2   | Slalom femmes, debout        | abandon       | abandon  | abandon       | abandon  | abandon        | abandon                                |
| Marie Bochet    | LW6/8-2   | Slalom géant femmes, debout  | 1 min 24 s 98 | 1re      | 1 min 13 s 86 | 1re      | 2 min 38 s 84  | Médaille d'or, Jeux paralympiques      |
| Marie Bochet    | LW6/8-2   | Super combiné femmes, debout | 53 s 48       | 1re      | 1 min 24 s 91 | 1re      | 2 min 18 s 39  | Médaille d'or, Jeux paralympiques      |
| Solène Jambaqué | LW9-2     | Descente femmes, debout      | NC            | NC       | NC            | NC       | 1 min 34 s 88  | 4e                                     |
| Solène Jambaqué | LW9-2     | Super-G femmes, debout       | NC            | NC       | NC            | NC       | 1 min 26 s 20  | Médaille d'argent, Jeux paralympiques  |
| Solène Jambaqué | LW9-2     | Slalom géant femmes, debout  | 1 min 27 s 71 | 3e       | 1 min 19 s 10 | 3e       | 2 min 46 s 81  | Médaille de bronze, Jeux paralympiques |
| Solène Jambaqué | LW9-2     | Super combiné femmes, debout | abandon       | abandon  | abandon       | abandon  | abandon        | abandon                                |

#### Snowboard
Para-snowboard fait ses débuts aux Jeux paralympiques d'hiver et il sera placé sous le programme de ski alpin lors des Jeux de 2014.
| Athlète           | Catégorie | Épreuve                             | Course 1     | Course 1 | Course 2     | Course 2 | Course 3     | Course 3 | Total        | Total |
| Athlète           | Catégorie | Épreuve                             | Temps        | Rang     | Temps        | Rang     | Temps        | Rang     | Temps        | Rang  |
| ----------------- | --------- | ----------------------------------- | ------------ | -------- | ------------ | -------- | ------------ | -------- | ------------ | ----- |
| Patrice Barattero | PSL       | Snowboard cross para hommes, debout | 1 min 7 s 26 | 18e      | 1 min 3 s 44 | 15e      | 1 min 1 s 16 | 12e      | 2 min 6 s 60 | 16e   |

| Athlète                    | Catégorie | Épreuve                             | Course 1     | Course 1 | Course 2     | Course 2 | Course 3     | Course 3 | Total        | Total                                 |
| Athlète                    | Catégorie | Épreuve                             | Temps        | Rang     | Temps        | Rang     | Temps        | Rang     | Temps        | Rang                                  |
| -------------------------- | --------- | ----------------------------------- | ------------ | -------- | ------------ | -------- | ------------ | -------- | ------------ | ------------------------------------- |
| Cécile Hernandez-Cervellon | PSL       | Snowboard cross para femmes, debout | 1 min 3 s 60 | 2e       | 1 min 4 s 56 | 2e       | 1 min 3 s 71 | 2e       | 2 min 7 s 31 | Médaille d'argent, Jeux paralympiques |

### Ski de fond
| Athlète                              | Catégorie | Épreuve                              | Qualifications | Qualifications | Demi-finales | Demi-finales | Finale        | Finale                                 |
| Athlète                              | Catégorie | Épreuve                              | Temps          | Rang           | Temps        | Rang         | Temps         | Rang                                   |
| ------------------------------------ | --------- | ------------------------------------ | -------------- | -------------- | ------------ | ------------ | ------------- | -------------------------------------- |
| Thomas Clarion Guide : Julien Bourla | B1        | 1 km sprint libre hommes, malvoyants | 3 min 56 s 87  | 10e (éliminé)  | –            | –            | –             | –                                      |
| Thomas Clarion Guide : Julien Bourla | B1        | 10 km libre hommes, malvoyants       | NC             | NC             | NC           | NC           | 24 min 14 s 9 | Médaille de bronze, Jeux paralympiques |
| Benjamin Daviet                      | LW2       | 1 km sprint libre hommes, debout     | 3 min 44 s 55  | 6e             | 4 min 10 s 3 | 4e (éliminé) | –             | –                                      |
| Benjamin Daviet                      | LW2       | 10 km libre hommes, debout           | NC             | NC             | NC           | NC           | 25 min 8 s 2  | 8e                                     |
| Romain Rosique                       | LW11      | 1 km sprint libre hommes, assis      | 2 min 33 s 46  | 22e (éliminé)  | –            | –            | –             | –                                      |
| Romain Rosique                       | LW11      | 10 km libre hommes, assis            | NC             | NC             | NC           | NC           | 33 min 51 s 7 | 13e                                    |
| Romain Rosique                       | LW11      | 15 km classique hommes, assis        | NC             | NC             | NC           | NC           | Forfait       | Forfait                                |

| Athlètes                                             | Épreuve                  | Temps         | Rang                                   |
| ---------------------------------------------------- | ------------------------ | ------------- | -------------------------------------- |
| Thomas Clarion Guide : Julien Bourla Benjamin Daviet | Relais ouvert 4 × 2,5 km | 25 min 30 s 3 | Médaille de bronze, Jeux paralympiques |